# Pruzilly
Pruzilly är en kommun i departementet Saône-et-Loire i regionen Bourgogne-Franche-Comté i östra Frankrike. Kommunen ligger i kantonen La Chapelle-de-Guinchay som tillhör arrondissementet Mâcon. År 2022 hade Pruzilly 330 invånare.

## Befolkningsutveckling
Antalet invånare i kommunen Pruzilly
| Referens: INSEE |